# Kids Station
Kids Station (キッズステーション?, Kizzu Sutēshon) è un canale televisivo giapponese che trasmette anime e show di intrattenimento per ragazzini vari. Il canale, di notte, trasmette anime dalle tematiche non adatte ai minori come Narutaru, Abenobashi, Genshiken, Popee the Performer e Kujibiki Unbalance. È ricevibile via cavo e via satellite.

## Kids Station HD
Da inizio ottobre 2009 è presente una versione del canale in HD.